# Mátyás Corvin

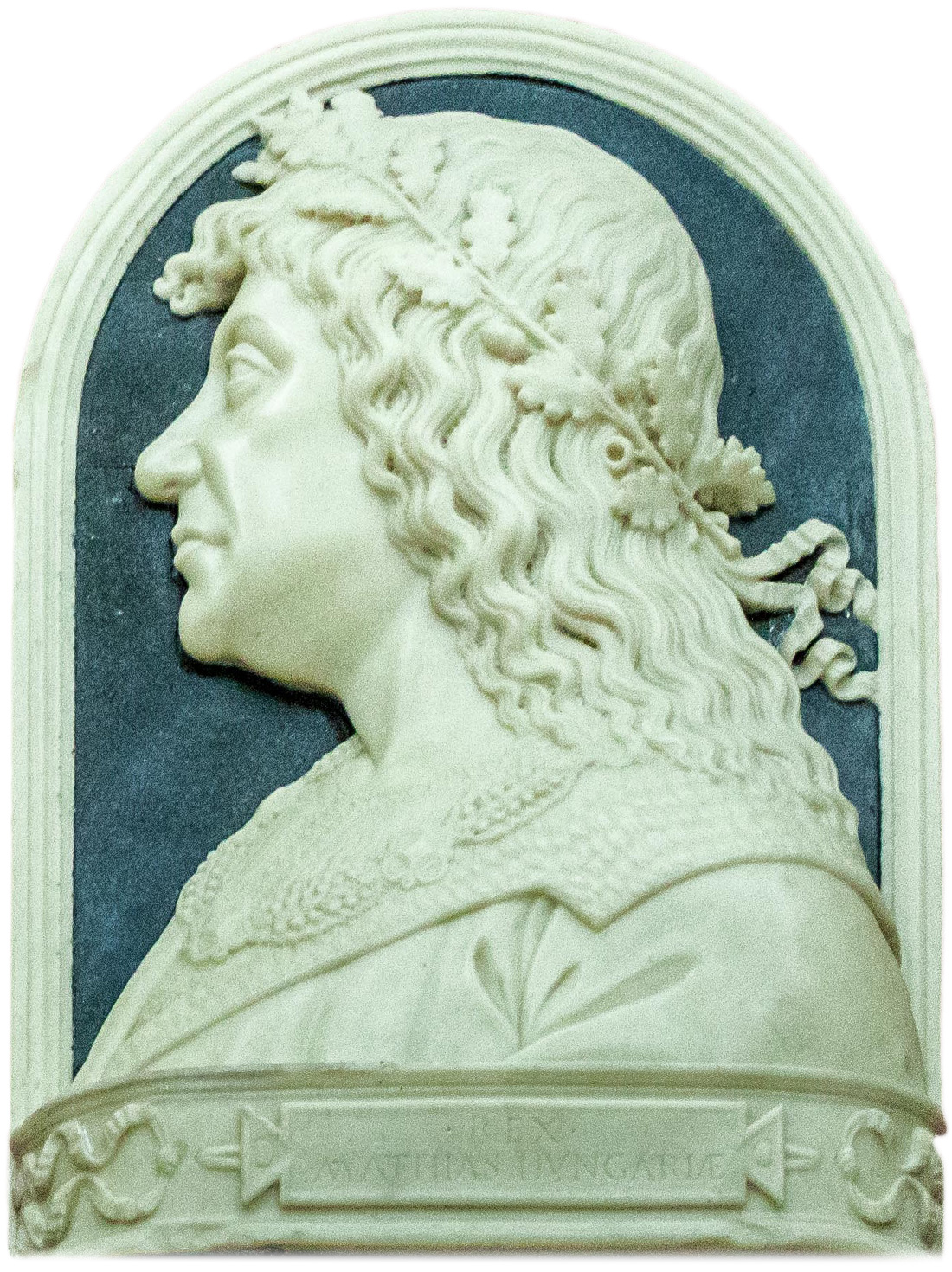
Mátyás Corvin

Mátyás Hunyadi (còn gọi là Mátyás Corvin; 23 tháng 2, 1443 - 6 tháng 4, 1490) là một vị vua của Hungary và Croatia trị vì từ năm 1458 đến 1490. Ông cũng là vua Bohemia từ năm 1469 và nắm quyền cai quản các vùng đất Moravia, Silesia, và Lusatia; từ năm 1486, Mátyás trở thành Công tước Áo.

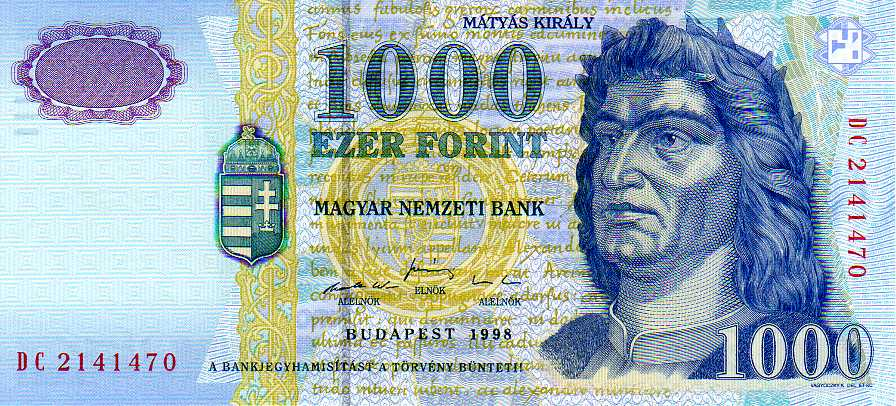
Mặt trước của tờ tiền giấy 1000 forint Hungary (1998) - mang hình ảnh của Mátyás Corvin

Là một người ham đọc sách và ưa chuộng văn hóa, nhà vua được xem là một nhà bảo trợ nghệ thuật vô cùng hào phóng, các họa sĩ đến từ các thành bang Ý (như Galeotto Marzio) và Tây Âu đều được ông mời tới cung điện và ban rất nhiều tặng phẩm.
Ông nói giỏi tiếng Hungary, Romania, Croatia và Latin, về sau còn học tiếng Đức, Tiệp Khắc.